# Ulrich Brätel
Ulrich Brätel, né vers 1495 et mort en 1544 ou 1545 à Stuttgart, est un compositeur allemand de la Renaissance.

## Biographie
D'après une lettre qu'il écrivit à Stuttgart le 27 septembre 1538 à l'humaniste Joachim Vadian, il est clair qu'il avait été l'élève de Vadian à Vienne 23 ou 24 ans plus tôt, avec le compositeur Ludovicus Haydenhammer et le théoricien Wenzeslaus Philomathes.

## Œuvres
Certaines de ses compositions ont été conservées,, notamment Der höchste Schatz Gott selber ist et Ex aequo vivant, ainsi qu'une fugue à huit voix